# Notopleura camponutans
Notopleura camponutans là một loài thực vật có hoa trong họ Thiến thảo. Loài này được (Dwyer & M.V.Hayden) C.M.Taylor mô tả khoa học đầu tiên năm 2001.